# Dearborn River
Der Dearborn River ist ein linker Nebenfluss des Missouri River, ungefähr 112 km lang, im westlichen Montana in den Vereinigten Staaten.
Er entspringt im Lewis and Clark National Forest, nahe dem Scapegoat Mountain an der kontinentalen Wasserscheide in den Rocky Mountains im westlichen Lewis and Clark County. Er fließt im Wesentlichen in südöstlicher Richtung durch unzugängliche Canyons und mündet bei Craig in den Missouri.
Er wird von der denkmalgeschützten Fachwerkbrücke Dearborn River High Bridge überspannt, die 1897 erbaut wurde.
Der Fluss ist geeignet für Wildwasser-Rafting und Fliegenfischen. Er ist ein Fluss der Class I für Erholungszwecke von der Brücke an Highway 431 bis zur Mündung.